# لوسي بيكروفت
لوسي بيكروفت (بالإنجليزية: Lucie Beecroft)‏ هي لاعبة الاسكواش بريطانية، ولدت في 7 أكتوبر 1996 في نورثمبريا في المملكة المتحدة.

## وصلات خارجية
- لوسي بيكروفت على موقع الاتحاد الدولي لمحترفي الاسكواش (مؤرشف) (الإنجليزية)
- لوسي بيكروفت على موقع SquashInfo.com (الإنجليزية)
- لوسي بيكروفت على موقع الجمعية الدولية للألعاب العالمية (الإنجليزية)